# Mihail Movilă
Mihail Movilă oder Mihăilaș (Klein-Michael) war vom 24. September 1607 bis zum Oktober 1607 sowie vom November bis zum Dezember 1607 Fürst der Moldau.

## Leben
Mihail Movilă war der Sohn des Simion Movilă († 24. September 1607) und dessen Ehefrau Marghita, die dem polnischen Adel entstammte. Zu seinen Brüdern zählten der spätere moldauische Fürst Moise Movilă (regierte 1630–1634) und der walachische Herrscher Gavril Movilă (regierte 1616 und 1618–1620).
Mihail gelangte 1607 nach der Vergiftung seines Vaters Simion auf den Thron. Aber schon bald wurde er von der Schwägerin seiner Mutter, Elisabeta, entmachtet, die ihren eigenen Sohn Constantin Movila an die Macht brachte.
Mihail floh im Dezember 1607 an den Hof des walachischen Fürsten Radu Șerban, wo er bald darauf starb. Sein Grab befindet sich im Kloster Dealu.